# Каменка (Кулейская волость)
Каменка — деревня в Кулейской волости Печорского района Псковской области.
Расположена на восточном берегу острова Каменка в западной части Псковского озера. На острове в 1 км к северо-западу находится деревня Медово, в 2 км к югу — деревня Рожитец.

## Население
Численность населения деревни Каменка составляет 22 жителя по состоянию на 2000 год.
| 2001 | 2002 | 2010 |
| ---- | ---- | ---- |
| 22   | ↘13  | ↗14  |

## Топографические карты
- Лист карты O-35-XXII Печоры. Масштаб: 1 : 200 000. Издание 1967 г.